# Reginardo di Lotaringia
Reginardo di Lotaringia detto dal Lungo Collo; in olandese Reinier I van Henegouwen, in francese Régnier Ier de Hainaut, in tedesco Reginhar (Lothringen) (850 circa – Meerssen, 915) fu conte di Hainaut dall'876 circa all'898, e poi duca di Lotaringia dal 910 fino alla sua morte.

## Origine
Pur non essendovi alcuna fonte primaria che documenti che sia figlio di Giselberto di Maasgau, gli Iacobi de Guisia Annales Hanoniæ, in diversi passaggi citano Reginardo, come conte di una zona a sud della Frisia, nella parte bassa della Mosa e della moglie (come sostiene il Ruodolfi Fuldensis Annales, dopo averla rapita ed essersi rifugiato in Aquitania, Giselberto sposò una figlia di Lotario), Ermengarda, figlia del re d'Italia, re di Lotaringia e imperatore carolingio, Lotario I, e di Ermengarda di Tours; mentre sempre gli Iacobi de Guisia Annales Hanoniæ, lo citano come discendente da Manicherio (Meginhere), sia nel paragrafo VIII. XII, in cui lo cita come Raginerus dictus Longi-colli, che nel paragrafo VIII. XXXIX.
Di Giselberto di Maasgau non si conoscono con esattezza gli ascendenti. Secondo la professoressa di storia medievale all'Università di Cambridge, Rosamond McKitterick, nel suo Frankish Kingdoms under the Carolingians 751-987 (1983) (Longman, London and New York) a pagina 230. molto probabilmente discendeva da Vichinghi di origine danese, stabilitisi sul basso corso della Mosa, a sud della Frisia, all'inizio del IX secolo. Una seconda ipotesi lo collega ad un Reginardo, figlio di Meginhere, un nobile alla corte di Carlomagno.

## Biografia
Egli era il capo del clan dei "Reginardi", un'importante famiglia nobile della Lotaringia. Egli succedette al padre nel governo di Maasgau e, secondo il Breve Chronicon Epternacense, Veterum Scriptorum IV, fu Abate commendatario di Echternach tra 897 ed il 915, di Maastricht da prima del maggio 898 e di Stablo e Malmedy tra il 900 ed il 902, ma non prese mai i voti.
Egli era Conte di Mons quando, nell'870, secondo il paragrafo XIV.X degli Iacobi de Guisia Annales Hanoniæ, assieme al vescovo di Liegi, Franco, inviarono un'armata in Valacria a combattere i Vikinghi arrivati dalla Danimarca, precisando poi nel paragrafo XIV.XVI, che i Vikinghi erano guidati da Rollone e che erano arrivati in Valacria dopo aver depredato le coste inglesi (Angliam spoliatam); Reginardo ricevette l'aiuto di Radboldo di Frisia, discendente dall'ultimo re di Frisia, Redbaldo, ma i Frisoni furono sconfitti e Reginardo fu costretto a ritirarsi; anche il monaco e cronista normanno Guglielmo di Jumièges, autore della sua Historiæ Normannorum Scriptores Antiqui, afferma che Reginardo (Rainerium Longi-colli), assieme a Radboldo di Frisia, combatté contro Rollone, fu sconfitto e dovette ritirarsi; continuando, però afferma che Reginardo fu catturato e consegnato a Rollone, e che la moglie di Reginardo fu costretta ad uno scambio di prigionieri e, per riavere il marito, dovette pagare un riscatto in oro e argento.
Reginardo, definito duca di Hesbaye e conte di Hainaut, secondo la Chronica Albrici Monachi Trium Fontium combatté i Vikinghi ancora nell'876, ottenendo la vittoria. Un Reginardo compare anche nell'assedio di Parigi (885-886) dell'886.
Nel capitolato 877 a Quierzy, egli compare come uno dei reggenti del regno durante l'assenza di Carlo il Calvo, impegnato nella campagna d'Italia: infatti, come suo padre, Giselberto, Reginardo viene citato al punto 15 del documento scritto da Carlo il Calvo, nel giugno 877, inerente all'appoggio che i notabili del regno avrebbero dovuto dare al figlio di Carlo, Luigi II il Balbo, in caso di guerra contro i Franchi orientali.
Reginardo era originariamente favorevole al re di Lotaringia, Sventibaldo e, nell'895, secondo gli Annales Vedastini, che lo citano come conte di Hainaut, si era schierato con Sventiboldo.
Secondo il Reginonis Chronicon, pur essendo un consigliere fidato di Sventiboldo l'alleanza col re, nell'898, si ruppe e a Reginardo fu intimato di lasciare il regno; allora assieme ad altri membri della nobiltà, con i loro familiari e le loro suppellettili si radunarono a Durfost, non lontano da Maastricht, e quando Sventiboldo tentò di assediarli, invocarono il re dei Franchi occidentali, Carlo il Semplice, che accorse in Lotaringia, ma fu costretto a ritirarsi nel suo regno. Molto probabilmente, in quell'anno, perse la contea di Hainaut a favore di Sigardo.
Ancora secondo il Reginonis Chronicon, Carlo il Semplice, nell'899, s'incontrò a Sankt Goar con Sventiboldo e l'Imperatore Arnolfo, padre di Sventiboldo, per sanzionare la pace, ed in seguito a questo accordo, Sventibaldo poté riprendere l'assedio di Durfost, imponendo ai nobili rivoltosi di lasciare la Lotaringia dopo averli privati di tutti i loro domini.
Dopo la morte di Arnolfo di Carinzia, in quello stesso anno il fratellastro di Sventiboldo, Luigi il Fanciullo, figlio legittimo di Arnolfo, succedette al padre come re dei Franchi orientali e nello stesso tempo fu eletto re di Loraringia, spodestando Sventiboldo, che venne ucciso dai ribelli in battaglia nell'agosto del 900.
Il rapporto con Ludovico fu buono, anche se nominò Gebeardo come suo rappresentante in Lorena e poi duca di Lotaringia, come si può vedere nel documento nº 16 del Ludwik das kind diplomata, datato settembre 902, in cui Ludovico cita Reginardo come un suo collaboratore fedelissimo; poi nel documento nº 50 ancora del Ludwik das kind diplomata, datato novembre 906, in cui Ludovico cita Reginardo come illustre conte; ed infine nel documento nº 57 sempre del Ludwik das kind diplomata, datato febbraio 908, in cui Ludovico cita Reginardo come egregio conte.
Probabilmente Reginardo non recuperò l'Hainaut perché morì prima di Sigardo, ma, alla morte di Gebeardo nel 910, in battaglia contro gli Ungheresi, Reginardo ne fu il successore. Egli guidò i suoi vassalli nell'opposizione a Corrado I di Franconia e nell'elezione di Carlo il Semplice quale loro re. Egli ottenne il titolo di Margravio da Carlo nel 915. Egli non venne mai indicato come Duca di Lotaringia, ma fu il comandante militare della regione sotto Carlo.
Reginardo morì a Meerssen tra il 25 agosto 915 ed il 19 gennaio 916. Altre fonti riportano la sua data di morte il 15 novembre 915.
Alla sua morte, gli succedette il figlio Gilberto.

## Matrimonio e discendenza
Reginardo aveva preso in moglie Hersinda, come risulta da un documento dell'Histoire de Lorraine, Tomes II, datato 886, inerente ad una donazione, in cui Reginardo viene citato con la moglie, Hersenda (Ragenarius comes…et coniuge mea Hersenda), che altri documenti citano col nome di Alberada: un documento dell'Opera diplomatica et historica, Tomes I, datato 10 febbraio 968, inerente ad una donazione fatta dalla nuora, Gerberga, in suffragio delle anime del primo marito, Gilberto e dei suoceri Reginardo e Alberada (senioris nostri piæ memoriæ Gisleberti suique…patris…et matris Rageneri et Albradæ) . Comunque, indipendentemente dal nome, di lei non si conoscono gli ascendenti e Guglielmo di Jumièges narra che, dopo che il marito era stato catturato e consegnato a Rollone, Hersinda o Alberada fu costretta ad uno scambio di prigionieri e, per riavere il marito, dovette pagare un riscatto in oro e argento.
Reginardo dalla moglie ebbe tre figli:
- Gilberto († 939), conte del Maasgau e poi duca di Lotaringia[8], secondo i Flodoardi Annalesera fratello di Reginardo[26]
- Reginardo[4] († 932), conte dell'Hainaut[4]
- una figlia, andata sposa a Berengario, conte di Namur[26].